# Santopadre
Santopadre é uma comuna italiana da região do Lácio, província de Frosinone, com cerca de 1.649 habitantes. Estende-se por uma área de 21 km², tendo uma densidade populacional de 79 hab/km². Faz fronteira com Arpino, Casalattico, Colle San Magno, Fontana Liri, Rocca d'Arce, Roccasecca.

## História
Nos tempos antigos, a cidade era chamada de “Fiorolo” ou “Forolo”, um nome mais tarde mudado para “Castro Forolo” quando era cercada por muros, assumindo assim a classificação de “castrum” (“cidade fortificada”). O nome atual de Santopadre deve-se à devoção a San Folco, eremita que morava perto da cidade e é o atual patrono.

## Geografia

### Território
Santopadre é a menor e mais característica cidade do distrito, reunida nas muralhas medievais. O centro histórico, construído em pedra, muito tranquilo, é composto de numerosas pequenas vielas que se encontram em duas ruas principais.
Sua localização muito exposta torna o clima local sempre fresco e seco, agradável no verão e rigoroso no inverno, com raras quedas de neve.

## Demografia
| Variação demográfica do município entre 1861 e 2011                               |
|                                                                                   |
| Fonte: Istituto Nazionale di Statistica (ISTAT) - Elaboração gráfica da Wikipedia |

A população professa principalmente a religião católica na diocese de Sora-Cassino-Aquino-Pontecorvo.

## Monumentos e locais de interesse
A fonte do Salcio, ao longo da estrada circular que passa sob a cidade, recuperada em meados do século XIX e restaurada em 1990, tem uma cisterna do período romano.

## Economia
Abaixo está a tabela histórica compilada pela Istat sobre o tema Unidades locais, entendido como o número de empresas e funcionários ativos, entendido como o número de funcionários de empresas locais ativas (valores médios anuais).